# Ryōsuke Matsuoka
Ryōsuke Matsuoka (松岡 亮輔?, Matsuoka Ryōsuke; Aichi, 23 ottobre 1984) è un ex calciatore giapponese, di ruolo centrocampista.

## Carriera
Formatosi nel Cerezo Osaka e nella rappresentativa calcistica dell'Università di Hannan, nel 2007 viene ingaggiato dal Vissel Kōbe, sodalizio con cui esordisce in massima serie giapponese nella stagione 2008. Nel 2012 viene ingaggiato dal Júbilo Iwata e nel 2014 dal Montedio Yamagata.